# لين بادغر
لين بادغر (بالإنجليزية: Len Badger)‏ هو لاعب كرة قدم بريطاني، ولد في 8 يونيو 1945 في دارنال ‏ في المملكة المتحدة. شارك مع منتخب إنجلترا تحت 18 سنة لكرة القدم ومنتخب إنجلترا تحت 21 سنة لكرة القدم. أما مع النوادي، فقد لعب مع شيفيلد يونايتد ونادي تشيسترفيلد.